# Viktorija Žilinskaitė
Viktorija Žilinskaitė (în rusă Виктория Юрьевна Жилинскайте) (n. 6 martie 1989, în Urai) este o handbalistă rusă de origine lituaniană care joacă pentru clubul Kuban Krasnodar și echipa națională a Rusiei.
În august 2016, Žilinskaitė a făcut parte din selecționata Rusiei care a cucerit medalia de aur la Jocurile Olimpice de la Rio de Janeiro.

## Palmares
Club
- Superliga Rusă de Handbal: 
  - Medalie de bronz: 2009, 2011, 2012

- Cupa EHF: 
  -  Câștigătoare: 2012

Echipa națională
- Jocurile Olimpice:
  -  Medalie de aur: 2016

- Campionatul Mondial:
  -  Medalie de aur: 2009

- Campionatul European:
  -  Medalie de bronz: 2008